# Toroni Izabella örmény fejedelemné
Toroni Izabella (? – 1191 után), örményül: Իզաբելլա (Զապել) դը Տորոն, franciául: Isabelle de Toron, dame des Montagnes, görögül: Ισαβέλλα του Τορόν, arabul: إيزابيلا, latinul: Isabella (Elisabeth) de Torono, principissa/domina de montibus. A Hegyek órnője Kilikiában. I. Theodórosz nikaiai császár utólagos anyósa, I. (Anjou) Izabella későbbi jeruzsálemi királynő sógornője és I. (Poitiers) Rupen Rajmund ifjabb örmény király anyai nagyanyja. Châtillon Rajnald antiochiai fejedelemnek, Châtillon Anna magyar királyné édesapjának a mostohalánya az anyja harmadik házassága révén.

## Élete

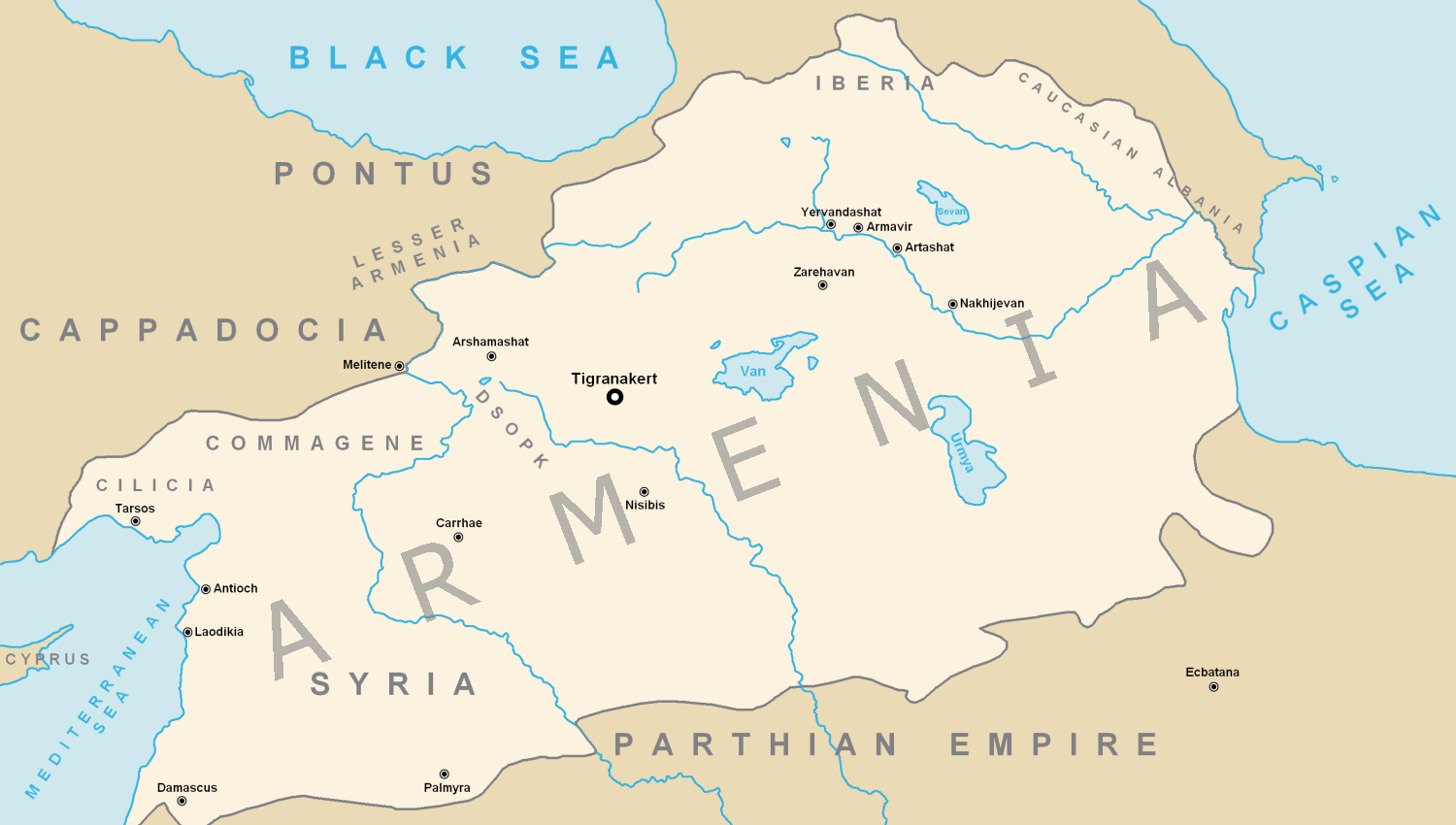
Az örmény állam legnagyobb kiterjedése Nagy Tigranész uralkodása alatt: Nagy-Örményország (i. e. 140 körül–i. e. 55), amelynek Kilikia is a része volt.

Bátyja IV. Henfrid, Toron ura, I. (Anjou) Izabella 1192-től jeruzsálemi királynő első férje.
Sógora, II. Leó a férje halála után lett a Hegyek ura Kilikiában, aki 1199. január 6-án királlyá koronáztatta magát VI. Henrik német-római császártól kapott koronával IV. Ottó német-római császár, III. Ince pápa és III. Alexiosz bizánci császár együttes támogatásával, a mainzi érsek jelenlétében, és alapította meg Kilikiában az új örmény államot 1045 óta.
Unokája  Rupen Rajmund ifjabb örmény király mint fiú örökös számítottak az örményországi trónöröklésben a legesélyesebbeknek. Ennek ellenére végül Leót a kisebbik lánya, Zabel követte a trónon. II. András 1218-as örményországi látogatása változtatott a korábbi helyzeten. A magyar király a szentföldi hadjáratáról hazatérőben útban megállt az örmény fővárosban, Sziszben, ahol az örmény király, I. Leó nagy örömmel fogadta, rokonként üdvözölte, és megegyeztek gyermekeik házasságában.

## Gyermekei
- Férjétől, III. Rupentől (1145–1187), a Hegyek urától, 2 leány:
  - Aliz (1182–1234 után) örmény királyi hercegnő 1199-től, 1. férje Hetum (Vaszil) (1165/1273–1193), Csortuanlnak, Szaszun urának idősebbik fia, lásd lent, gyermekei nem születtek, 2. férje IV. (Ppitiers) Rajmund (1170 körül–1198/9), Tripolisz grófja, 1 fiú, 3. férje Vahram (?–1222), Korikosz ura, Joscelin királyi kamarásnak, a Kilikiai Örmény Királyság 1217–1219-es magyarországi követének a bátyja, nem születtek gyermekei, összesen 1 fiú:
    - (Második házasságából): I. (Poitiers) Rupen Rajmund (1199–1222) ifjabb örmény király Antiochia fejedelme, felesége Lusignan Helvis (1190 körül–1216/9) ciprusi és jeruzsálemi királyi hercegnő, Imre ciprusi király és iure uxoris jeruzsálemi király, valamint Ibelin Eschiva ramlai úrnő lánya, Lusignan Szibilla örmény királynénak, I. Leó örmény király második feleségének és I. Izabella örmény királynő anyjának a féltestvére, 2 leány:[2]
      - Eschiva (megh. fiatalon)
      - Mária (1215–1257 után) örmény királyi és antiochiai hercegnő, örmény trónkövetelő, Toron úrnője, férje, I. (Monforti) Fülöp (1206 körül–1270), Türosz ura, 4 gyermek:[3]
        - Montforti Helvis (1240 után–?), férje Simon Mansel (?–1263 után), az Antiochiai Fejedelemség hadsereg-főparancsnoka, 2 gyermek
        - Montforti János (?–1283), Türosz ura, felesége Poitiers Margit (1244–1308) antiochiai és ciprusi királyi hercegnő, III. Hugó ciprusi király húga, nem születtek gyermekei
        - Montforti Humfried (?–1284), Türosz ura, felesége Ibelin Eschiva (1253–1312), Bejrút úrnője, I. (De la Roche) Guido athéni herceg unokája, I. Izabella bejrúti úrnő és ciprusi királyné húga, II. Hugó ciprusi király sógornője, 7 gyermek[4]
        - Montforti Aliz

  - Filippa (1183–1219 körül) örmény királyi hercegnő 1199-től, 1. férje Sahansah (Szergiosz) (1165 előtt–1193), Szelefke/Szeleukeia ura, Csortuanlnak, Szaszun urának kisebbik fia, lásd fent, gyermeke nem született, 2. férje I. (Laszkarisz) Theodórosz (1171/73/74–1221/22) nikaiai (bizánci) császár, elváltak, 1 fiú:
    - (Második házasságából): Laszkarisz Konstantin (1214–1249), a nikaiai trónöröklésből kizárva, Thrakeszion hercege

### Korabeli forrás
- Neumann, , Karl Friedrich (ford.). Vahram's Chronicle of the Armenian Kingdom in Cilicia, during the time of the Crusades (angol nyelven). London: Oriental Translation Fund (1831). Hozzáférés ideje: 2019. november 17.

### Szakirodalom
- Kurkjian, Vahan M.. A History of Armenia (angol nyelven). New York: Armenian General Benevolent Union (1958). Hozzáférés ideje: 2019. november 17.
- Rudt de Collenberg, Wipertus Hugo: Les Lusignan de Chypre = EΠETHΡΙΣ 10, Nicosia, 1980.
- Rüdt-Collenberg, Wipertus Hugo: The Rupenides, Hethumides and Lusignans: The Structure of the Armeno-Cilician Dynasties, Párizs, Klincksieck, 1963.
- Wertner Mór. András herczeg,  in: Wertner Mór: Az Árpádok családi története (magyar nyelven), Nagy-Becskerek: Pleitz Ferencz Pál Könyvnyomdája, 452–456. o. (1892). Hozzáférés ideje: 2019. november 17.

### Szépirodalom
- Passuth László: Hétszer vágott mező, Szépirodalmi Könyvkiadó, Budapest, 1970.